# Мінерали феромагнітні
Мінерали феромагнітні (рос. минералы ферромагнитные, англ. ferromagnetic minerals; нім. ferromagnetische Minerale n pl) — мінерали, які характеризуються сильними магнітними властивостями. Вони мають порівняно велику позитивну магнітну сприйнятливість (маґгеміт, магнетит, піротин та ін.).